# Graben (geologie)

Diagrama care ilustrează relația structurală dintre grabene și horsturi

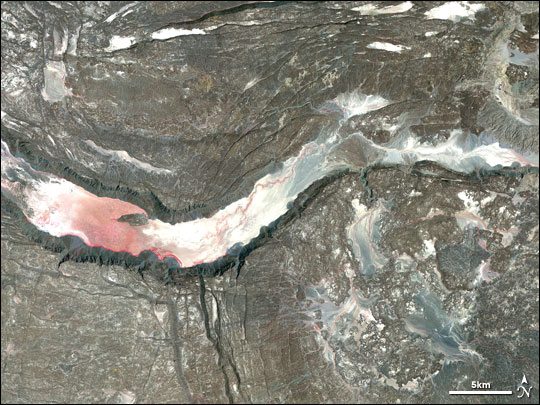
Imagine prin satelit îmbunătățită cu infraroșu a unui graben din Depresiunea Afar

În geologie un graben este o porțiune scufundată a scoarței unei planete, mărginită de falii paralele.
Cuvântul Graben este un împrumut din germană, care înseamnă șanț.
Un graben apare adesea lângă un horst. Aceste structuri indică forțe tensionale și întinderea scoarței.